# Fourbanne
Fourbanne település Franciaországban, Doubs megyében. Lakosainak száma 161 fő (2022. január 1.). Fourbanne Grosbois, Ougney-Douvot, Séchin és Baume-les-Dames községekkel határos.

## Népesség
A település népességének változása:
| Lakosok száma | 38   | 64   | 60   | 156  | 173  | 173  | 173  | 174  | 174  | 161  |
|               | 1968 | 1982 | 1990 | 2006 | 2013 | 2015 | 2017 | 2019 | 2020 | 2022 |